# Nils Andersson
Nils Adolf Andersson (Göteborg, 10 maart 1887 – Los Angeles, 15 augustus 1947) was een Zweeds voetballer, die speelde als verdediger voor de Zweedse club IFK Göteborg. Hij overleed op 60-jarige leeftijd in de Verenigde Staten.

## Interlandcarrière
Andersson speelde in totaal vijf officiële interlands voor de Zweedse nationale ploeg, waarmee hij in 1908 deelnam aan de Olympische Spelen in Londen. Daar gingen de Scandinaviërs met 12-2 over de knie bij de latere winnaar Groot-Brittannië, waarna in de troostfinale met 2-0 werd verloren van Nederland door treffers van Jops Reeman en Edu Snethlage.

## Erelijst
IFK Göteborg
- Zweeds landskampioen

1908, 1910